# Urs Tabbert

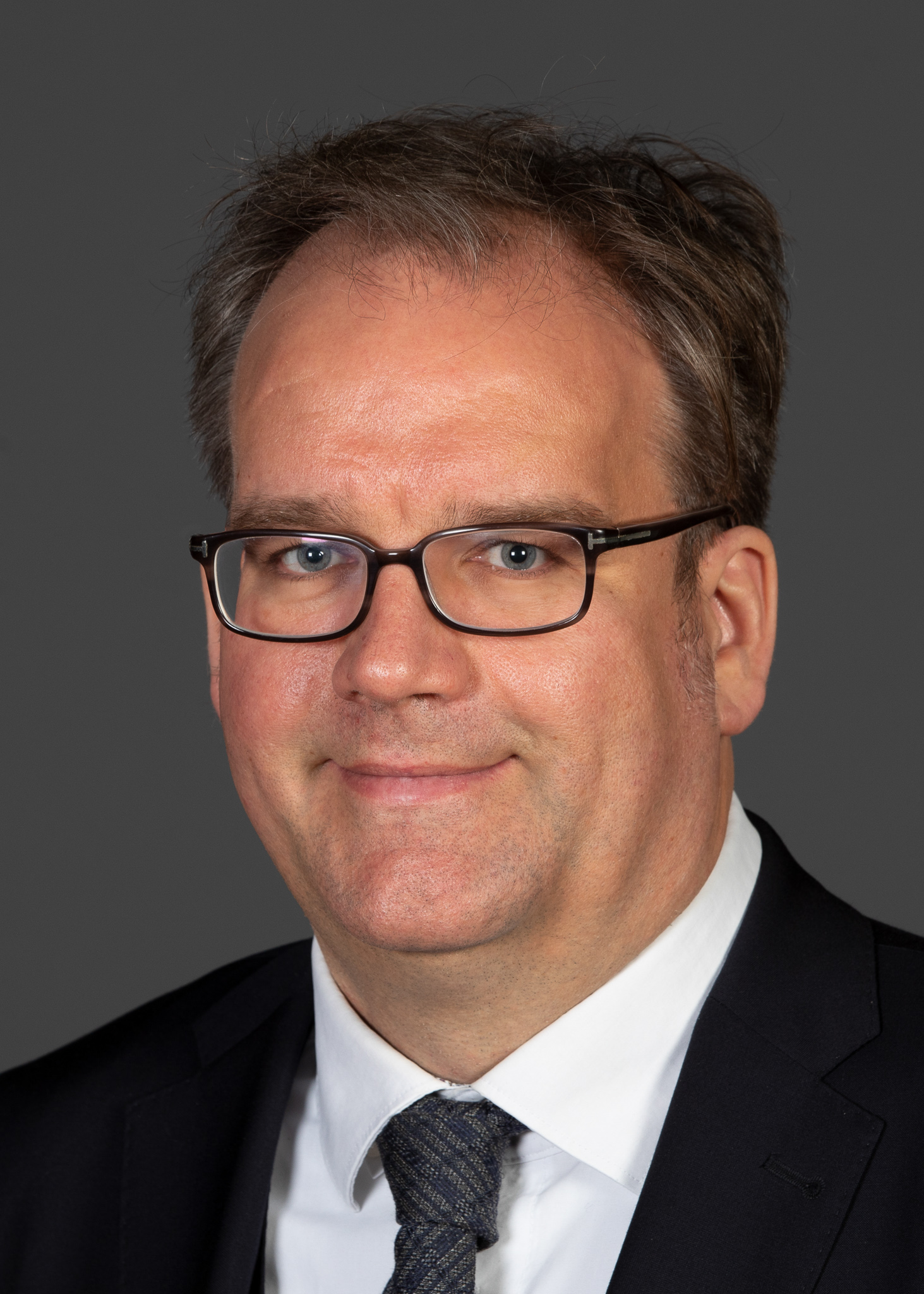
Urs Tabbert 2018

Urs Tabbert (* 5. Dezember 1971 in Nürtingen) ist ein deutscher Politiker (SPD).

## Leben
Tabbert studierte Rechtswissenschaft und Philosophie in Göttingen und Poitiers (Frankreich). Es folgte ein Verwaltungspraktikum bei der Europäischen Kommission in Brüssel und das Referendariat am Hanseatischen Oberlandesgericht. Danach ließ er sich als Rechtsanwalt nieder.
2005 wurde Tabbert Mitglied der Deputation der Justizbehörde und im Beirat der Justizvollzugsanstalt Billwerder. Zudem ist er Mitglied des Landesjustizprüfungsamtes, des Richterwahlausschusses, im Winterhuder Bürgerverein und im Stadtparkverein.
Tabbert ist stellvertretender Vorsitzender der SPD Hamburg-Nord und der Arbeitsgemeinschaft sozialdemokratischer Juristinnen und Juristen (AsJ) Hamburg.
Im März 2011 rückte Tabbert für ein Senatsmitglied als Mitglied der Hamburgischen Bürgerschaft nach. 2015 und 2020 wurde er erneut in die Bürgerschaft gewählt. Er war dort Fachsprecher der SPD-Fraktion für Justiz und Datenschutz und Mitglied im Justizausschuss, Innenausschuss, Vorsitzender der G-10-Kommission und im Kontrollausschuss zur parlamentarischen Kontrolle des Senats auf dem Gebiet des Verfassungsschutzes. Zudem war er stellvertretendes Mitglied im Sonderausschuss Gewalttätige Ausschreitungen rund um den G20-Gipfel in Hamburg. Bei der Bürgerschaftswahl 2025 verfehlte er den Wiedereinzug in die Bürgerschaft.
Tabbert ist verheiratet und hat zwei Töchter.